# Station Bishop Auckland
Bishop Auckland is een spoorwegstation van National Rail in Bishop Auckland, Wear Valley in Engeland. Het station is eigendom van Network Rail en wordt beheerd door Northern Rail. Het station is geopend in 1905.